# Якуб Міцилус
Якуб Міцилус (при народженні Якоб Мольтцер; 6 квітня 1503 — 28 січня 1558, Страсбург) — німецький гуманіст ренесансу і педагог, керував латинською школою міста Франкфурт і займав кафедру в Гейдельберзькому університеті в час великої культурної напруженості в Німеччині.
З 1518 по 1522 рік навчався в Ерфурті, потім в кінці 1522 року перейшов до Філіпа Меланхтона у Віттенберзі. Від 1524 року, у віці двадцяти одного року, він очолював міську латинську школу у Франкфурті за рекомендацією Меланктона. Але з 1526 не прийняв радикальної Реформації у Франкфурті і знайшов професорську посаду в Гейдельберзі в січні 1533. Помер у Гейдельберзі.

## Публікації
- Varia epigrammata graeca & latina & alia carmina graca, Basel 1538
- Sylva variorum carminum
- Commentataria in Homerum, Basel 1541
- Annotationes in Joh. Bocatii genealogiam Deorum, Basel 1532
- Scholia ad Martialis obscuriores aliquot locos
- Ratio examinandorum versuum
- Calendarium
- Carmen elegiacum de ruina arcis Heidelbergensis, quae facta est 1537
- Annotationes in Ovidium, & in Lucanum
- Arithmetica logistica
- Euripidis vita, Basel 1558
- De Tragaedia & ejus partibus
- Traductio aliquot operum Luciani cum scholiis
- Annotationes in Euripidem, Basel 1562
- Urbis Francofurdi gratulatio ad Caronum, Leipzig 1530